# Station Wingen-sur-Moder
Station Wingen-sur-Moder is een spoorwegstation in de Franse gemeente Wingen-sur-Moder.

## Treindienst
| Serie           | Treinsoort | Route                                                                              | Bijzonderheden         |
| --------------- | ---------- | ---------------------------------------------------------------------------------- | ---------------------- |
| TER 86300 RE 19 | TER (SNCF) | Strasbourg-Ville – Mommenheim – Wingen-sur-Moder – Sarreguemines – Saarbrücken Hbf | Rijdt eenmaal per dag. |
| TER 830900      | TER (SNCF) | Strasbourg-Ville – Wingen-sur-Moder – Kalhausen – Sarreguemines                    |                        |